# Ahmad Mansour (Musiker)
Ahmad Mansour (* 7. Juni 1960 in Teheran; † 1. Juli 2011 in Genf) war ein iranisch-amerikanischer Jazzgitarrist und Komponist.

## Leben und Wirken
Ahmad Mansour verbrachte einen Teil seiner Kindheit in der Schweiz und studierte dann am Berklee College of Music in Boston. Nach Studien bei Richie Beirach, John Abercrombie und Mick Goodrick arbeitete er ab 1986 in New York; 1990 nahm er die amerikanische Staatsbürgerschaft an. Mit seinem Trio aus Stomu Takeishi (Bass) und Ted Poor (Schlagzeug) trat er auch häufig in Europa auf. Mansour legte eine Reihe von Alben unter eigenem Namen vor, darunter Free Speech (2007). 1995 entstand im Trio mit Terje Gewelt und Ian Froman das Album Tumbleweed. Mansour lebte zuletzt in Genf, wo er an einem Herzinfarkt starb.

## Diskographische Hinweise
- 1987 – Episode (Timeless), mit George Mraz
- 1993 – Penumbra (Timeless), mit Marc Copland
- 1995 – Creatures (Gorgone), mit Terje Gewelt, Ian Froman
- 2002 – Nightlight (Open Sky)
- 2006 – Public Domain (ESC)
- 2010 – Short Cuts (Open Sky)